# Христофор III
Католико́с-Патриа́рх Христофо́р III (груз. კათოლიკოს-პატრიარქი ქრისტეფორე III, в миру Христофор Мурманович Цицкишвили, груз. ქრისტეფორე მურმანის ძე ციცქიშვილი; 27 марта 1873, село Вертквичала, Шорапанский уезд, Кутаисская губерния — 10 января 1932, Тифлис, ЗСФСР) — епископ Грузинской православной церкви, католикос-патриарх всея Грузии.

## Биография
Родился 27 марта 1873 года в селе Вертквичала близ Харагаули.
В 1895 году окончил Тифлисскую духовную семинарию и принял сан священника. Трудился на приходах. Затем был законоучителем в Тифлисской мужской гимназии.
В 1918 году посещал историко-филологический факультет Тифлисского университета.
18 марта 1922 году был хиротонисан во епископа Манглисского без пострижения в монашество. Хиротонию возглавил католикос-патриарх Амвросий (Хелая), а уже 13 июня 1922 года переведён на Урбнисскую кафедру.
В начале 1923 года в Грузии шёл новый виток жестоких гонений на Церковь, и 11 января католикос-патриарх Амвросий был вновь вызван на допрос и подвергнут аресту. 12 января по решению специальной комиссии Закавказской Федерации было арестовано большинство членов Совета Католикосата и в тот же день для ведения дел Грузинской Православной Церкви было устроено Временное Церковное Управление под руководством епископа Христофора. Это Управление действовало до 26 февраля 1925 года, после чего католикос-патриарх Амвросий был освобождён.
7 апреля 1925 года был возведён в достоинство митрополита и переведён на Сухумскую и Абхазскую кафедру. Как указывал Джемал Гамахария, митрополит Христофон, сотрудничая с советской властью и находясь в оппозиции Католикосу-патриарху Амвросию, редко бывал в Сухумско-Абхазской епархии, чем воспользовались местные власти и под знаменем антирелигиозной пропаганды ограбили грузинские церкви и монастыри.
В 1926 году в Кутаиси состоялось инспирированное советской властью собрание грузинского духовенства и мирян, на котором «прогрессивное» духовенство задавало тон. Постановлением собрания за католикосом-патриархом Амвросием был оставлен титул католикоса-патриарха, но дела Церкви вновь переданы Временному управлению Грузинской Церкви. Председателем этого органа вновь стал митрополит Христофор. Он же возглавлял «Группу обновления и реформ», координировавшую «прогрессивный» элемент в Церкви.
После кончины католикоса-патриарха Амвросия 29 марта 1927 года местоблюстителем Мцхетского католикосского престола был назначен митрополит Христофор. 21 июня того же года на IV Соборе Грузинской Церкви он был избран Католикосом-Патриархом всей Грузии. В том же году между грузинскими и российскими, а также украинскими обновленцами произошло взаимопризнание, а возглавлявший русских обновленцев в Грузии «протопресвитер» Иоанн Лозовой фактически перешёл в двойное подчинение: московскому раскольническому синоду и грузинскому католикосату
Под его руководством духовенство «прогрессивного» направления было поставлено на руководящие посты. В 1928 году состоялся очередной Собор, на котором католикос-патриарх и несколько архиереев подписали акт о введении в Грузинской Церкви характерного элемента церковного модернизма XX века — нового календарного стиля. Церковь официально отреклась от курса конфронтации со светской властью, заявила свою лояльность, и отмежевалась от грузинской эмиграции. 
Католикос-патриарх стал направлять рождественские и пасхальные послания предстоятелям автокефальных Православных Церквей, включая Русскую.
Начинания католикоса-патриарха Христофора не принесли успехов. Календарная реформа, будучи отвергнута народом и большинством священников, полностью провалилась и через несколько месяцев была отменена. Грузинское церковное зарубежье порвало связь с Грузинским Патриархатом, тогда как признание грузинской автокефалии со стороны Русской Церкви последовало лишь в новых условиях 1943 года. Жестокие гонения на Церковь со стороны светской власти не прекращались. В послании в ЦИК от 1930 года Католикос-Патриарх отмечал, что «все те притеснения, которые испытывает Грузинская Православная Церковь, направлены на её скорейшую ликвидацию».
10 января 1932 года католикос-патриарх Христофор III скончался. Похоронен в кафедральном соборе Сиони рядом с другими предстоятелями Грузинской Церкви.

## Оценки
Многие в церковной среде считали католикоса-патриарха Христофора излишне уступчивым атеистическому правительству. Но католикос-патриарх Ефрем (Сидамонидзе), ставленник католикоса-патриарха Христофора, всегда вспоминал последнего с чувством уважения, говоря: «Я знаю его, он готов был бы отдать свою жизнь за Христа, если бы это нужно было для Церкви, но ему выпала тяжёлая участь полководца, который должен отступить под натиском врага, чтобы не потерять своего войска. В своей личной жизни он был аскетом, а прагматики аскетами не бывают. Он очень уважал в душе Патриарха Амвросия, но внешне, для вида противостоял ему, однако они делали одно дело, только по-разному».